# Campionati europei giovanili di nuoto 2003
I XXX Campionati europei giovanili di nuoto e tuffi si sono disputati nelle sedi di Glasgow per il nuoto e di Edimburgo per i tuffi dal 30 luglio al 3 agosto 2003.
Hanno partecipato alla manifestazione le federazioni iscritte alla LEN; questi i criteri di ammissione:
- le nuotatrici di 15 e 16 anni (1988 e 1987), i nuotatori di 17 e 18 (1986 e 1985)
- le tuffatrici e i tuffatori di 16, 17 e 18 anni (1987, 1986 e 1985) per la categoria "A"; Le ragazze e i ragazzi di 14 e 15 anni (1989 e 1988) per la categoria "B".

## Podi

### Uomini
| Evento               | Oro                                                                        | Tempo    | Argento                                                                     | Tempo    | Bronzo                                                                   | Tempo    |
| Stile libero         |                                                                            |          |                                                                             |          |                                                                          |          |
| 50 m                 | Yuriy Yegoshyn                                                             | 23"02    | Manu Mantymaki                                                              | 23"03    | Alexei Puninski                                                          | 23"06    |
| 100 m                | Yuriy Yegoshyn                                                             | 49"63    | Amaury Leveaux                                                              | 50"37    | Jernej Godec                                                             | 50"51    |
| 200 m                | Evgeny Natsvin                                                             | 1'50"74  | David Davies                                                                | 1'51"15  | László Cseh                                                              | 1'51"16  |
| 400 m                | Przemysław Stańczyk                                                        | 3'51"71  | Nicola Cassio                                                               | 3'52"42  | David Davies                                                             | 3'54"80  |
| 1500 m               | David Davies                                                               | 15'09"69 | Przemysław Stańczyk                                                         | 15'25"24 | Sébastien Rouault                                                        | 15'34"64 |
| Dorso                |                                                                            |          |                                                                             |          |                                                                          |          |
| 50 m                 | Liam Tancock                                                               | 25"60    | Marco Di Carli                                                              | 25"76    | Aristeidis Grigoriadis                                                   | 26"15    |
| 100 m                | László Cseh                                                                | 55"06    | Marco Di Carli                                                              | 55"11    | Liam Tancock                                                             | 56"21    |
| 200 m                | László Cseh                                                                | 1'58"99  | Luca Marin                                                                  | 2'01"77  | Sebastian Stoss                                                          | 2'02"18  |
| Rana                 |                                                                            |          |                                                                             |          |                                                                          |          |
| 50 m                 | Alessandro Terrin                                                          | 28"12    | Gabor Financsek                                                             | 28"83    | Anthony Thiallet                                                         | 29"05    |
| 100 m                | Alessandro Terrin                                                          | 1'02"36  | Alexander Dale Oen                                                          | 1'02"53  | Valeriy Dymo                                                             | 1'02"94  |
| 200 m                | Johannes Neumann                                                           | 2'14"56  | Paolo Bossini                                                               | 2'14"61  | Fabien Horth                                                             | 2'17"65  |
| Farfalla             |                                                                            |          |                                                                             |          |                                                                          |          |
| 50 m                 | Alexei Puninski                                                            | 24"41    | Jakob Andkjær                                                               | 24"48    | Marcus Piehl                                                             | 24"51    |
| 100 m                | Rimvydas Salcius                                                           | 52"25    | Amaury Leveaux                                                              | 54"19    | Sotiris Pastras                                                          | 54"60    |
| 200 m                | Paweł Korzeniowski                                                         | 1'58"32  | Boldizsar Kiss                                                              | 2'00"80  | Adam Madarassy                                                           | 2'01"04  |
| Misti                |                                                                            |          |                                                                             |          |                                                                          |          |
| 200 m                | Marc Uppenkamp                                                             | 2'03"72  | Mihail Alexandrov                                                           | 2'04"51  | Jan-Christoph                                                            | 2'04"64  |
| 400 m                | László Cseh                                                                | 4'16"88  | Luca Marin                                                                  | 4'19"64  | Paweł Korzeniowski                                                       | 4'22"13  |
| Staffette            |                                                                            |          |                                                                             |          |                                                                          |          |
| 4x100 m stile libero | FranciaAntoine Galavtine Fabien Horth Sebastien Bodet Amaury Leveaux       | 3'21"10  | CroaziaAlexei Puninski Mario Delac Bruno Barbic Marko Skunca                | 3'24"75  | Regno UnitoMichael Stephneson Craig Gibbons Ben Hutchinson Edward Denton | 3'24"84  |
| 4x200 m stile libero | RussiaKonstantin Kolyasnikov Sergey Filippov Anton Stepanov Evgeny Natsvin | 7'27"24  | FranciaYoann Soldermann Guillaume Strohmeyer Sebastien Bodet Amaury Leveaux | 7'27"41  | ItaliaFrancesco Secchiaroli Vanni Mangoni Nicola Cassio Paolo Bossini    | 7'27"75  |
| 4x100 m misti        | UngheriaLászló Cseh Gabor Financsek Adam Madarassy Krisztián Takács        | 3'42"69  | GermaniaMarco Di Carli Johannes Neumann Benjamin Starke Robert Konneker     | 3:44.01  | Regno UnitoLiam Tancock Lee Wightwick Martin Leel Craig Gibbons          | 3'45"63  |

### Donne

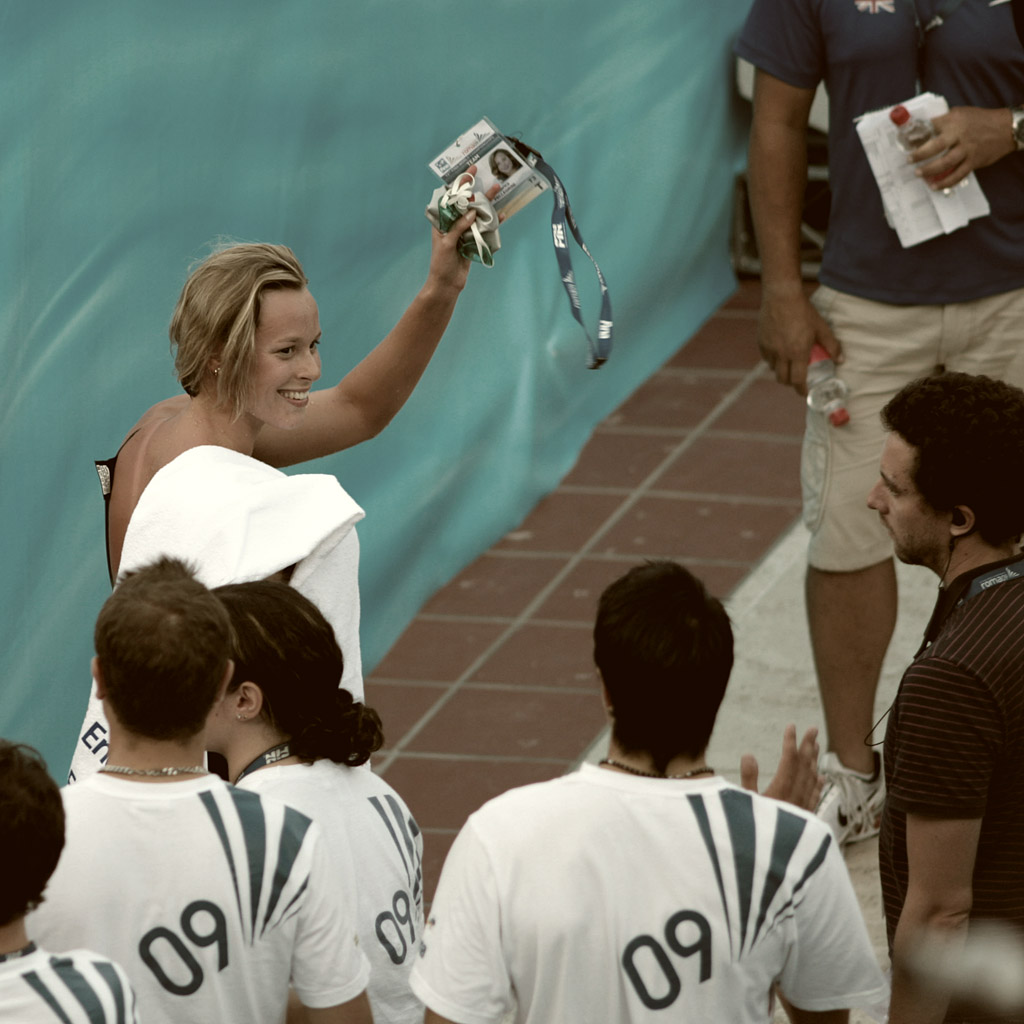
In questi europei giovanili Federica Pellegrini conquista i primi successi internazionali personali e con la stafetta.

| Evento               | Oro                                                                    | Tempo   | Argento                                                                   | Tempo   | Bronzo                                                                    | Tempo   |
| Stile libero         |                                                                        |         |                                                                           |         |                                                                           |         |
| 50 m                 | Daniela Götz                                                           | 25"71   | Jeanette Ottesen                                                          | 26"33   | Jane Trepp                                                                | 26"37   |
| 100 m                | Daniela Götz                                                           | 55"64   | Federica Pellegrini                                                       | 56"24   | Jeanette Ottesen                                                          | 56"93   |
| 200 m                | Daria Parshina                                                         | 2'01"21 | Regina Sytch                                                              | 2'01"81 | Evangelia Tsagka                                                          | 2'03"20 |
| 400 m                | Regina Sytch                                                           | 4'12"28 | Daria Parshina                                                            | 4'13"61 | Keri-Anne Payne                                                           | 4'16"64 |
| 800 m                | Regina Sytch                                                           | 8'38"67 | Keri-Anne Payne                                                           | 8'47"41 | Lotte Friis                                                               | 8'49"16 |
| Dorso                |                                                                        |         |                                                                           |         |                                                                           |         |
| 50 m                 | Gemma Spofforth                                                        | 29"40   | Kateryna Zubkova                                                          | 29"67   | Nikolett Szepesi                                                          | 29"76   |
| 100 m                | Esther Baron                                                           | 1'02"43 | Stephanie Proud                                                           | 1'02"69 | Gemma Spofforth                                                           | 1'03"02 |
| 200 m                | Stephanie Proud                                                        | 2'12"22 | Esther Baron                                                              | 2'12"60 | Nikolett Szepesi                                                          | 2'15"99 |
| Rana                 |                                                                        |         |                                                                           |         |                                                                           |         |
| 50 m                 | Kate Haywood                                                           | 31"67   | Grace Callaghan                                                           | 32"10   | Moniek Nijhuis                                                            | 32"27   |
| 100 m                | Grace Callaghan                                                        | 1'09"86 | Kate Haywood                                                              | 1'09"91 | Yuliya Pidlisna                                                           | 1'10"15 |
| 200 m                | Iryna Matstruck                                                        | 2'28"21 | Sonja Helbig                                                              | 2'29"70 | Yuliya Pidlisna                                                           | 2'31"92 |
| Farfalla             |                                                                        |         |                                                                           |         |                                                                           |         |
| 50 m                 | Vasilisa Vladykina                                                     | 26"96   | Jeanette Ottesen                                                          | 27"25   | Aleksandra Urbańczyk                                                      | 27"28   |
| 100 m                | Beatrix Boulsevicz                                                     | 59"77   | Jeanette Ottesen                                                          | 1'00"98 | Elena Gemo                                                                | 1'01"02 |
| 200 m                | Vasilik Angelopoulou                                                   | 2'10"64 | Beatrix Boulsevicz                                                        | 2'10"91 | Yana Martynova                                                            | 2'13"33 |
| Misti                |                                                                        |         |                                                                           |         |                                                                           |         |
| 200 m                | Anja Klinar                                                            | 2'15"83 | Vasilik Angelopoulou                                                      | 2'16"24 | Athina Tzavella                                                           | 2'16"35 |
| 400 m                | Anja Klinar                                                            | 4'42"67 | Yana Tolkatcheva                                                          | 4'46"16 | Yuliya Pidlisna                                                           | 4'47"36 |
| Staffette            |                                                                        |         |                                                                           |         |                                                                           |         |
| 4x100 m stile libero | GermaniaDaniela Götz Melanie Otto Franziska Skrubel Lara Timm          | 3'46"76 | RussiaMaria Mayrovich Yana Tolkacheva Regina Sych Daria Parshina          | 3'49"56 | Regno UnitoRose Morahan Stephanie Proud Danielle Berry Kate Richardson    | 3'50"06 |
| 4x200 m stile libero | RussiaMaria Bulakhova Regina Sych Yana Tolkacheva Daria Parshina       | 8'10"57 | Regno UnitoStephanie Proud Kate Richardson Danielle Berry Keri-Anne Payne | 8'14"07 | GermaniaDaniela Götz Pia Kossak Lara Timm Stephanie Backhaus              | 8'19"56 |
| 4x100 m misti        | GermaniaStephanie Backhaus Sonja Helbig Franziska Skrubel Daniela Götz | 4'12"42 | ItaliaChiara Pettenò Veronica Demozzi Elena Gemo Federica Pellegrini      | 4'13"49 | Regno UnitoStephanie Proud Grace Callaghan Laura Campbell Kate Richardson | 4'14"15 |

### Tuffi
| Evento                         | Oro                                    | Punti  | Argento                            | Punti  | Bronzo                          | Punti  |
| Uomini - categoria "A"         |                                        |        |                                    |        |                                 |        |
| trampolino 1 m                 | Gleb Sergeevič Gal'perin               | 506,15 | Nick Robinson-Baker                | 481,95 | Javier Illana                   | 477,30 |
| trampolino 3 m                 | Javier Illana                          | 535,40 | Sergei Anikin                      | 532,45 | Gleb Sergeevič Gal'perin        | 516,15 |
| piattaforma                    | Gleb Sergeevič Gal'perin               | 553,75 | Anton Zakharov                     | 538,80 | Aleksei Kravchenko              | 510,60 |
| sincro 3 m categorie "A" e "B" | Sergei Anikin Gleb Sergeevič Gal'perin | 285,60 | Aleksy Prigorov Egor Yakovlenko    | 282,81 | Michel Annas Cristoph Steinicke | 277,02 |
| Ragazzi - categoria "B"        |                                        |        |                                    |        |                                 |        |
| trampolino 1 m                 | Illja Kvaša                            | 365,85 | Artem Lvov                         | 356,35 | Christian Picker                | 355,10 |
| trampolino 3 m                 | Artem Lvov                             | 399,10 | Serhiy Komarov                     | 396,40 | Illja Kvaša                     | 396,00 |
| piattaforma                    | Illja Kvaša                            | 360,25 | Serhiy Komarov                     | 349,35 | Christian Picker                | 339,80 |
| Donne - categoria "A"          |                                        |        |                                    |        |                                 |        |
| trampolino 1 m                 | Tania Cagnotto                         | 419,95 | Olena Fedorova                     | 416,15 | Francesca Dallapé               | 389,90 |
| trampolino 3 m                 | Tania Cagnotto                         | 467,40 | Olena Fedorova                     | 455,95 | Anastasia Pozdniakova           | 417,60 |
| piattaforma                    | Tania Cagnotto                         | 453,80 | Stadie Powell                      | 389,40 | Victoria Suprunova              | 374,70 |
| sincro 3 m categorie "A" e "B" | Olena Fedorova Kristina Ishchenko      | 272,46 | Anastasia Pozdniakova Yulia Ionova | 260,67 | Elina Eggers Michaela Tredal    | 249,18 |
| Ragazze - categoria "B"        |                                        |        |                                    |        |                                 |        |
| trampolino 1 m                 | Nora Subschinski                       | 342,60 | Mariya Voloshenko                  | 315,85 | Carolin Bũrger                  | 308,30 |
| trampolino 3 m                 | Olga Pashkina                          | 339,10 | Mariya Voloshenko                  | 337,80 | Carolin Bũrger                  | 336,00 |
| piattaforma                    | Yulia Koltunova                        | 344,30 | Mariya Voloshenko                  | 343,30 | Nicole Catella                  | 322,45 |

## Medagliere
- nuoto

| Posizione | Paese         | Oro | Argento | Bronzo | Totale |
| --------- | ------------- | --- | ------- | ------ | ------ |
| 1         | Russia        | 7   | 4       | 1      | 12     |
| 2         | Gran Bretagna | 6   | 6       | 8      | 20     |
| 3         | Germania      | 6   | 4       | 2      | 12     |
| 4         | Ungheria      | 5   | 3       | 4      | 12     |
| 5         | Ucraina       | 3   | 1       | 4      | 8      |
| 6         | Italia        | 2   | 6       | 2      | 10     |
| 7         | Francia       | 2   | 4       | 3      | 9      |
| 8         | Polonia       | 2   | 1       | 2      | 5      |
| 9         | Slovenia      | 2   | 0       | 1      | 3      |
| 10        | Grecia        | 1   | 1       | 4      | 6      |
| 11        | Croazia       | 1   | 1       | 1      | 3      |
| 12        | Lituania      | 1   | 0       | 0      | 1      |
| 13        | Danimarca     | 0   | 4       | 2      | 6      |
| 14=       | Finlandia     | 0   | 1       | 0      | 1      |
| 14=       | Bulgaria      | 0   | 1       | 0      | 1      |
| 14=       | Norvegia      | 0   | 1       | 0      | 1      |
| 17        | Svezia        | 0   | 0       | 1      | 1      |
| 18=       | Austria       | 0   | 0       | 1      | 1      |
| 18=       | Estonia       | 0   | 0       | 1      | 1      |
| 18=       | Paesi Bassi   | 0   | 0       | 1      | 1      |
| totale    |               | 38  | 38      | 38     | 114    |

- Tuffi

| Posizione | Paese         | Oro | Argento | Bronzo | Totale |
| --------- | ------------- | --- | ------- | ------ | ------ |
| 1         | Russia        | 6   | 3       | 3      | 12     |
| 2         | Ucraina       | 3   | 9       | 2      | 14     |
| 3         | Italia        | 3   | 0       | 2      | 5      |
| 4         | Germania      | 1   | 0       | 5      | 6      |
| 5         | Spagna        | 1   | 0       | 1      | 1      |
| 6         | Gran Bretagna | 0   | 2       | 0      | 2      |
| 7         | Svezia        | 0   | 0       | 1      | 1      |
| totale    |               | 14  | 14      | 14     | 42     |